# Poecilopsetta
Poecilopsetta is een geslacht van straalvinnige vissen uit de familie van schollen (Pleuronectidae). Het geslacht werd voor het eerst wetenschappelijk beschreven in 1880 door Albert Günther.

## Soorten
- Poecilopsetta albomaculata Norman, 1939
- Poecilopsetta beanii (Goode, 1881)
- Poecilopsetta colorata Günther, 1880
- Poecilopsetta dorsialta Guibord & Chapleau, 2001
- Poecilopsetta hawaiiensis Gilbert, 1905
- Poecilopsetta inermis (Breder, 1927)
- Poecilopsetta macrocephala Hoshino, Amaoka & Last, 2001
- Poecilopsetta megalepis Fowler, 1934
- Poecilopsetta multiradiata Kawai, Amaoka & Séret, 2010
- Poecilopsetta natalensis Norman, 1931
- Poecilopsetta normani Foroshchuk & Fedorov, 1992
- Poecilopsetta pectoralis Kawai & Amaoka, 2006
- Poecilopsetta plinthus (Jordan & Starks, 1904)
- Poecilopsetta praelonga Alcock, 1894
- Poecilopsetta vaynei Quéro, Hensley & Maugé, 1988
- Poecilopsetta zanzibarensis Norman, 1939